# Mount Graham International Observatory
Mount Graham International Observatory (MGIO) patří pod Stewardovu hvězdárnu. Nachází se na Mount Graham v jihovýchodní Arizoně.

## Historie a současnost
Výstavba MGIO začala v roce 1989. Na observatoři v současné době pracují tři dalekohledy. První dva dalekohledy, Vatican Advanced Technology Telescope a Heinrich Hertz Submillimeter Telescope zahájily provoz v roce 1993. Velký binokulární dalekohled, jeden z největších současných dalekohledů na světě, byl slavnostně zprovozněn v roce 2004. V roce 2008 byl binokulární dalekohled zprovozněn v binokulárním módu, kdy je možné pozorovat současně oběma dalekohledy.
MGIO není veřejně přístupná, nachází ze na území se zvláštní ochranou (kvůli výskytu endemického druhu veverek). Organizované veřejné prohlídky je možné objednat na Eastern Arizona College's (EAC) Discovery Park Campus. Prohlídky jsou obvykle pořádány (za pěkného počasí) od poloviny dubna do poloviny října.

## Seznam zařízení
- Velký binokulární dalekohled provozovaný LBTC.
- Heinrich Hertz Submillimeter Telescope provozovaný ARA.
- Vatican Advanced Technology Telescope provozovaný Vatikánskou observatoří.